# Parafia Nawiedzenia Najświętszej Maryi Panny w Koczurkach
Parafia Nawiedzenia Najświętszej Maryi Panny w Koczurkach – znajduje się w dekanacie Trzebnica w archidiecezji wrocławskiej.  Jej proboszczem jest Ks. dr Krzysztof Dorna SDS. Obsługiwana przez Salwatorianów. Erygowana w XVI wieku. Mieści się pod numerem 13.

## Kościoły i kaplice
- Komorówko, kościół filialny pw. Św. Józefa Oblubieńca
- Koniowo, kościół filialny pw. Najświętszej Maryi Panny Królowej Polski
- Biedaszków Wielki, kaplica mszalna pw. Najświętszej Maryi Panny Częstochowskiej
- Brzezie, kaplica mszalna pw. Św. Antoniego Padewskiego
- Domanowice, kaplica mszalna pw. Najświętszego Serca Pana Jezusa

## Wspólnoty i Ruchy
Żywy Różaniec, Rada parafialna, Ruch Młodzieży Salwatoriańskiej, Schola, Lektorzy, Ministranci.

## Zgromadzenia i Zakony
- Księża Salwatorianie.